# Holger Danske (grupo de resistencia)

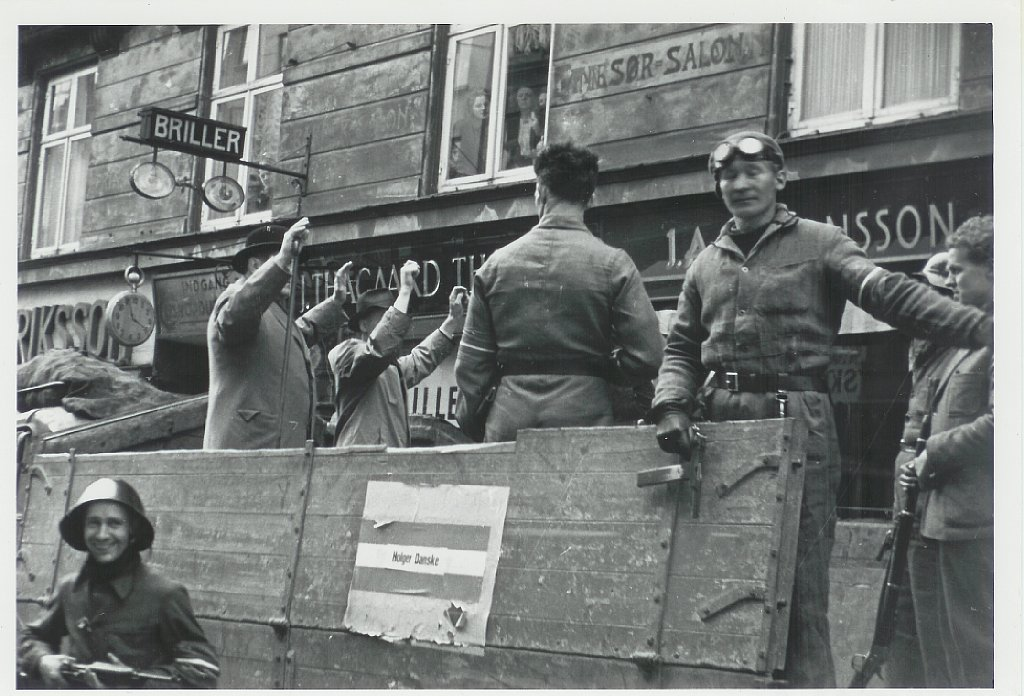
Los luchadores por la libertad de Holger Danske arrestan a sospechosos. Lugar: Tienda Kongensgade, Copenhague Fecha: mayo de 1945

Holger Danske fue un Grupo de resistencia danesa durante la Segunda Guerra Mundial. Fue creado por voluntarios veteranos de la Guerra de Invierno que habían combatido del lado finés contra la Unión Soviética. Estaba entre los grupos de resistencia más grandes y constaba de unos 350 voluntarios hacia el final de la guerra. El grupo llevó a cabo alrededor de 100 operaciones de sabotaje y fue responsable de unas 200 ejecuciones de delatores que habían revelado la identidad y/o el paradero de miembros de la resistencia. El nombre del grupo viene del héroe legendario danés Ogier el Danés.

## Historia
El grupo se formó en Copenhague en 1942 por cinco hombres que habían luchado del lado de los finlandeses durante la Guerra de Invierno. En aquel tiempo de ocupación, el trabajo de la resistencia llevaba una gran cantidad de riesgo porque el público general estaba todavía bastante en contra del sabotaje y el gobierno estaba siguiendo su política de "cooperación" con los nazis para evitar cuanta más intervención alemana en los asuntos daneses fuere posible. Holger Danske, así como el resto de la resistencia danesa, estaba en contra de esta colaboración y continuó creyendo que los daneses debían haber resistido la invasión con mucha más fiereza. Gunnar Dyrberg, recordó en sus memorias cómo había visto a los daneses entablar una amistosa conversación con los alemanes inmediatamente después de la invasión y cita esto como uno de los motivos por los que luego decidió entrar en Holger Danske con el nombre en clave de Bob Herman. Un informe de sus actividades como liquidador es descrito en su reciente libro autobiográfico De ensommme Ulve (Los Lobos Solitarios).
La Gestapo se infiltró dos veces en el grupo, pero debido a lo mal estructurado que estaba éste (no como BOPA) fueron incapaces de identificar a todos los miembros. Un total de 64 miembros fueron ejecutados por la Gestapo durante la ocupación.
Entre sus mayores acciones de sabotaje estuvieron la explosión del Forum Arena en 1943 y el ataque sobre Burmeister & Wain en 1944.
Dos de los miembros del Holger Danske fueron Jørgen Haagen Schmith y Bent Faurschou-Hviid, quienes se hicieron famosos bajo sus alias, Citronen (el Limón) y Flammen (la Llama). Ambos guiaron numerosas operaciones de sabotaje en 1943 y 1944. Fueron interpretados en la película de 2008 Flame y Citrón por Thure Lindhardt y Mads Mikkelsen.